# Viracocha
 (décembre 2023).
Si vous disposez d'ouvrages ou d'articles de référence ou si vous connaissez des sites web de qualité traitant du thème abordé ici, merci de compléter l'article en donnant les références utiles à sa vérifiabilité et en les liant à la section « Notes et références ».

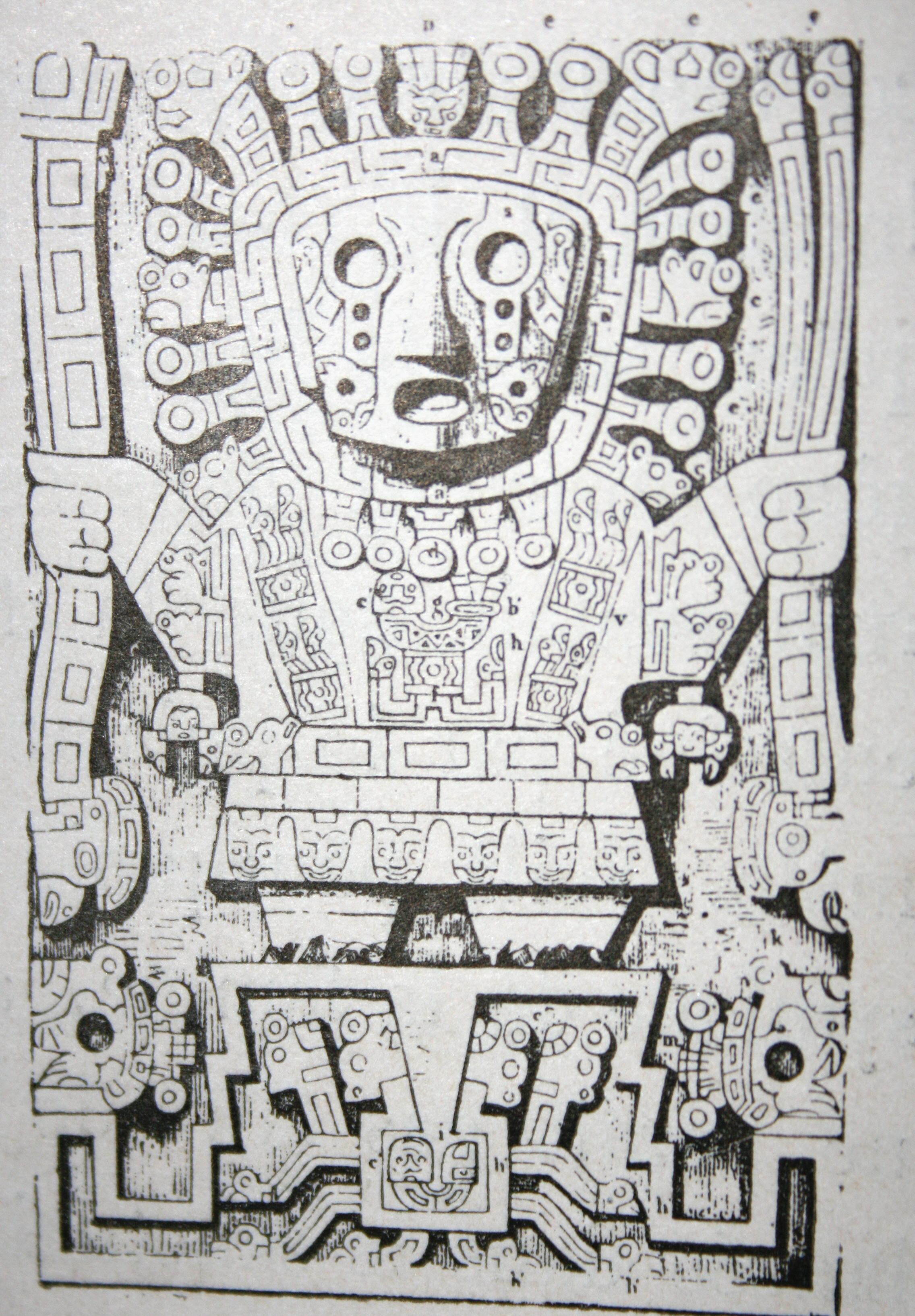
« Wiracocha, le Dieu Créateur », tiré de Hergé dans Le Temple du Soleil, page de garde et dernière page (édition française)

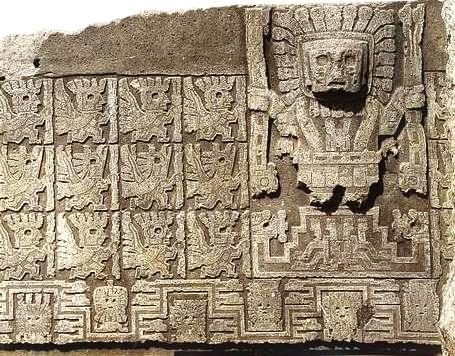
Représentation du dieu Huiracocha à la Porte du Soleil de Tiahuanaco

Viracocha est le principal dieu des civilisations de Tiwanaku, Huari et des Incas, dieu créateur, roi de la foudre et des tempêtes. Il est parfois représenté comme un vieil homme portant une barbe (symbole du dieu de l'eau), une longue robe et  transportant un sac.
Aussi orthographié Huiracocha, Wiracocha ou Wiraqocha, il était à l'origine adoré par les premiers habitants du Pérou et il fut intégré relativement tardivement au Panthéon inca, probablement sous l'empereur Viracocha Inca, qui prit le nom du dieu.

## Mythologie
Avant Viracocha, le monde était sombre. Viracocha créa le soleil à qui il commanda de se lever derrière une roche noire, l'île du soleil qui émergeait du lac Titicaca. Il créa aussi la lune et les étoiles. Ensuite, Viracocha créa les tribus des Andes, qui sortirent des grottes, des sources au milieu de leur territoire respectif. Il leur attribua à chacune un costume, une langue et des traditions.

## Interprétations modernes

### Kon-Tiki
Au milieu du XXe siècle, l'aventurier et anthropologue autodidacte norvégien Thor Heyerdahl développe une théorie du peuplement de la Polynésie selon laquelle Viracocha (aussi appelé « Kon-Tiki ») était un descendant de colons blancs barbus, adorateurs du Soleil, qui auraient fondé les principales civilisations d'Amérique précolombienne. Un groupe mené par Kon Tiki-Viracocha aurait été chassé de Tiwanaku et se serait réfugié par bateau dans l'Océan Pacifique et serait à l'origine des premières civilisations de Polynésie. Cette théorie n'a jamais convaincu la communauté scientifique. 
Thor Heyerdahl a donné le nom de Kon-Tiki au bateau à bord duquel il a relié le Pérou aux îles Tuamotu en 1947, imitant le trajet supposé de Viracocha. 

### Bande dessinée
Viracocha est representé dans l'album des aventures de Tintin Le Temple du Soleil de Hergé.
Dans l'album Le pays Qâ de la série Thorgal, la légende de Viracocha sert d'inspiration pour le personnage de Varth, père de Thorgal lorsque celui-ci parvient au pays Qâ, une variante de l'Amérique précolombienne historique. Il impose son pouvoir sur différents peuples de la région en se faisant passer pour un dieu, sous le nom d'Ogotaï.